# Ruquan
Ruquan (儒拳, Pugilato Confuciano) oppure Rujiaquan (儒家拳, Pugilato della Scuola Confuciana) è uno stile di arti marziali cinesi classificabile come Nanquan diffuso nella provincia di Guangdong. Esso è stato trasmesso durante il regno di Qianlong della dinastia Qing nell'area amministrativa di Zhanjiang (湛江). Il Rujiaquan di Shaoguan (韶关) è anche chiamato Shaolin Rujiaquan (少林儒家拳), perché la tradizione vuole che esso sia stato insegnato da un monaco Buddista di Shaolinsi nel Jiangxi e poi insegnato da Zhong Shengyang (钟声扬) in questa contea. Oggi è diffuso in alcune contee adiacenti queste due.
Questa scuola possiede due Taolu a mano nuda: il Rujiaquan (儒家拳) e lo Shaolin Rujiaquan (少林儒家拳). Come armi pratica: Dantou gun (单头棍), Danzhi gun (单支棍), Da ba (大钯), shuangdao (双刀), ecc.